# Antony Anandarayar

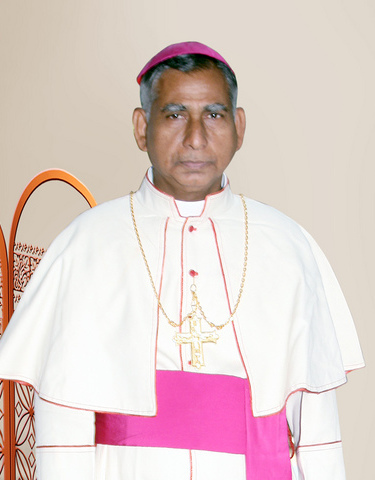
Antony Anandarayar (2008)

Wappen von Antony Anandarayar als Erzbischof von Pondicherry und Cuddalore

Antony Anandarayar (* 17. Juli 1945 in Varadarajanpet; † 4. Mai 2021 in Chennai) war ein indischer Geistlicher und römisch-katholischer Erzbischof von Pondicherry und Cuddalore.

## Leben
Antony Anandarayar empfing am 21. Dezember 1971 die Priesterweihe. Er absolvierte Doktoratsstudien in Missionswissenschaften und Kirchenrecht. Seit 1981 lehrte er am Päpstlichen Seminar St. Peter in Bengaluru und war dessen Vizerektor (1982–1990) sowie Rektor (1990–1996).
Papst Johannes Paul II. ernannte ihn am 2. Januar 1997 zum Bischof von Ootacamund. Der emeritierte Präfekt der Kongregation für die orientalischen Kirchen, Duraisamy Simon Kardinal Lourdusamy, spendete ihm am 29. Januar desselben Jahres die Bischofsweihe; Mitkonsekratoren waren James Masilamony Arul Das, Erzbischof von Madras-Mylapore, und Michael Augustine, Erzbischof von Pondicherry und Cuddalore. Als Wahlspruch wählte er Servire in Fide et in Amore.
Am 10. Juni 2004 wurde er zum Erzbischof von Pondicherry und Cuddalore ernannt und am 5. Juli desselben Jahres in das Amt eingeführt. Papst Franziskus nahm am 27. Januar 2021 das von Antony Anandarayar aus Altersgründen vorgebrachte Rücktrittsgesuch an.
Antony Anandarayar starb im Mai 2021 im St. Thomas Hospital in Chennai an den Folgen von COVID-19.